# Anderson Varejão

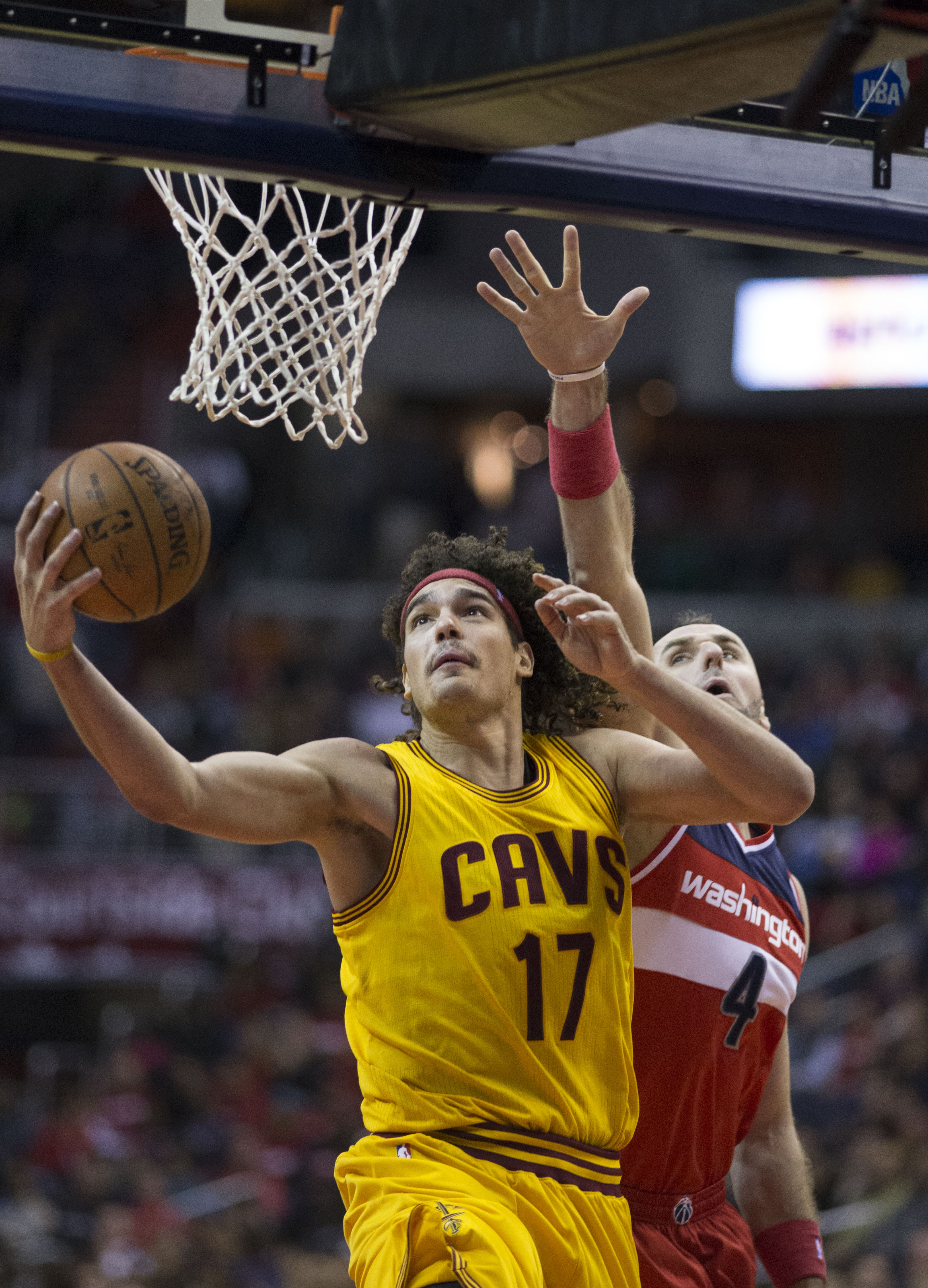
Varejão w barwach Cavaliers, na drugim planie Marcin Gortat (2014).

Anderson França Varejão (port. ˈɐ̃deʁsõ ˈfɾɐ̃sɐ vɐɾeˈʒɐ̃w; ur. 28 września 1982) – brazylijski koszykarz występujący na pozycjach silnego skrzydłowego oraz środkowego.
Mierzący 211 cm wzrostu koszykarz w ojczyźnie grał we Franca Basquetbol Clube. W latach 2001–2004 był zawodnikiem Barcelony. W 2003 wygrał Euroligę. Do NBA został wybrany z 30 numerem w drafcie w 2004 przez Orlando Magic i natychmiast oddany do Cleveland. Występuje w reprezentacji Brazylii, brał udział m.in. w Mistrzostwach Świata w 2006.
18 lutego 2016 został oddany wraz z wyborem w pierwszej rundzie draftu przez Cleveland Cavaliers do Portland Trail Blazers w zamian za wybór w drugiej rundzie draftu, a następnie został przez Blazers zwolniony. Cztery dni później podpisał umowę z klubem Golden State Warriors.
W sezonie 2015/16 stał się pierwszym zawodnikiem w historii NBA, który w jednym sezonie występował w obu drużynach mierzących się w wielkim finale.
3 lutego 2017 został zwolniony przez Golden State Warriors. 17 stycznia 2018 został zawodnikiem brazylijskiego Regatas do Flamengo.
4 maja 2021 zawarł 10-dniową umowę z Cleveland Cavaliers. 14 maja podpisał kolejną, identyczną umowę.
W styczniu 2023 roku został zatrudniony przez Cavaliers na stanowisku konsultanta ds. rozwoju zawodników.

## Osiągnięcia
Stan na 5 sierpnia 2021, na podstawie, o ile nie zaznaczono inaczej.
NBA
- 3-krotny wicemistrz NBA (2007, 2015, 2016)[9][10]
- Zaliczony do II składu defensywnego NBA (2010)[11]

Drużynowe
- Mistrz:
  - Euroligi (2003)
  - Hiszpanii (2003, 2004)
  - Brazylii (1999, 2019)
- Zdobywca Pucharu:
  - Hiszpanii (2003)
  - Brazylii (1999)
- Finalista Interkontynentalnego Pucharu FIBA (2019)[12]
- Uczestnik rozgrywek Euroligi (2001–2004)[13]

Indywidualne
- MVP meczu gwiazd ligi brazylijskiej NBB (2018)
- Uczestnik meczu gwiazd ligi brazylijskiej (2018)

Reprezentacja
- Mistrz:
  - Ameryki (2005, 2009[14])
  - Ameryki Południowej (2003)
  - igrzysk panamerykańskich (2003)
- Wicemistrz Ameryki (2001)
- Uczestnik:
  - mistrzostw świata (2002 – 8. miejsce, 2006 – 19. miejsce, 2010 – 9. miejsce, 2014 – 6. miejsce)[14]
  - igrzysk olimpijskich (2012 – 5. miejsce)[14]
- Zaliczony do II składu mistrzostw Ameryki (2009)[14]
- Lider mistrzostw Ameryki w blokach (2009)